# I&I
I&I – polski zespół muzyki tanecznej stworzony w 1994 przez producentów muzycznych Jerzego Macołę oraz Tomasza Machlika. 
Grupa występowała w latach 1994-1997 w składzie: Tomasz Machlik i Katarzyna Metza, nagrywając dwie płyty. W 1996 w zespole doszło do rozłamu – Katarzyna Metza stworzyła własny zespół muzyczny U&I oraz rozpoczęła współpracę z TV Polsat jako prowadząca program muzyczny „Dżana Top”. Tomasz Machlik do współpracy zaprosił wokalistkę Agnieszkę Janas występującą pod pseudonimem Agnieszka, z którą nagrał trzecią płytę pod szyldem I&I „To mogło się wydarzyć” wydaną w 1997. Tuż po wydaniu album zespół został rozwiązany, zaś Tomasz Machlik rozpoczął karierę solową jako THOMAS (nagrał dwa albumy studyjne). Największym hitem tej grupy była piosenka „Pocałuj mnie” z albumu HEY MISTER.
Duet powrócił do aktywności w 2018 roku, dając 21 lipca pierwszy od lat występ podczas 90s Festival w Katowicach. W roku 2018 zespół I&I we współpracy z Sebastian Duchnowicz (GOREST S)  wydał piosenkę Deja Vu. W 2019r ponownie pojawili się na scenie 90festival w Bielsku-Białej z nową piosenką NASZ CZAS.

## Dyskografia

### Albumy studyjne
- Hey Mister  (Snake’s Music, 1995[7])
- Miłość nie kończy się  (Snake’s Music, 1996[8])
- To mogło się wydarzyć   (Magic Records, 1997[2])

### Teledyski
- „Hey Mister"
- „Pocałuj mnie”
- „Miłość nie kończy się”
- „Zawsze ty i ja"
- „To mogło się wydarzyć"
- „Tyle mi wystarczy"